# Dornburg-Camburg
Dornburg-Camburg este un oraș din landul Turingia, Germania. Până în 2008 s-a numit Dornburg/Saale.
1. ↑  Alle politisch selbständigen Gemeinden mit ausgewählten Merkmalen am 31.12.2018 (4. Quartal) (în germană), Statistisches Bundesamt[*], arhivat din original la 10 martie 2019, accesat în 10 martie 2019